# Scotinotylus provincialis
Scotinotylus provincialis là một loài nhện trong họ Linyphiidae.
Loài này thuộc chi Scotinotylus. Scotinotylus provincialis được J. Denis miêu tả năm 1949.